# 春陽漁介
春陽 漁介（しゅんよう りょうすけ、1987年6月2日 - ）は、劇作家、演出家、俳優。

## 人物
演劇制作セクション「プロデュースユニット四方八方（ふぉーほーやっほー）」および「劇団5454（ランドリー）」主宰、パフォーマンスグループ「96969」メンバー、株式会社L.LovesR.専務取締役。

## 経歴
日本大学豊山高等学校卒業、日本大学芸術学部演劇学科中退を経て2007年小劇場にて「春謡漁介」として俳優デビュー。舞台を中心に活動し、日芸演劇学科2年の時「プロデュースユニット四方八方（ふぉーほーやっほー）」を立ち上げる。
2012年、「劇団5454（ランドリー）」の旗揚げと共に本格的に脚本・演出を始め、同年、劇団イキウメ「ミッション」では読売演劇大賞を受賞した前川知大のもと文芸部に参加。
2013年　第二回公演「ト音」終演後、「春陽漁介」に改名。「ト音」は第19回日本劇作家協会新人戯曲賞の最終候補作。応募総数215本の中から最終候補作の5本に選出された。（参照/2014劇作家協会編『優秀新人戯曲集』）
2016年1月「プロデュースユニット四方八方」から「In All Directions(インオールディレクションズ)」に改名。
2017年4月からアニモアクターズスタジオで講師をしている。
2019年1月24日〜27日、日本劇作家大会・大分大会の演劇イベント「まちなか演劇」で、総勢66名の大分県民と作るフラッシュモブを企画。
2019年、CoRich 舞台芸術まつり！2019春　において、劇団5454第13回公演「ト音」が、最終選考参加10団体の中に入る。6月に最終審査が発表され、制作賞、最多口コミ賞、主演の板橋廉平が演技賞を受賞。

## 作品
（※無しは作演出）

### プロデュースユニット四方八方
- クーラー消してもいいですか？　※作：森角威之（天然工房）2008年5月
- 止むに止まれず！　※作：佐藤秀一（3LDK）2009年3月
- カエル　2009年6月
- COUPLE 2010年3月※作：川口俊和
- Re:FT　2010年8月
- アフターサービス　2011年1月
- LUCK BANK　2011年8月
- ルームシェア  2011年12月
- Re:FTー黄泉の国への通り道ー　2012年2月
- Interview with dark　2013年8月

### 劇団5454（ランドリー）

#### 2012年
- 第1回公演「ランドリーシンドローム」（8月31日 - 9月9日、劇場HOPE）

#### 2013年
- 第2回公演「ト音」 聞き分けろ、嘘の音。（2月27日 - 3月10日、劇場HOPE）※第19回劇作家協会新人戯曲賞最終候補作
- 第3回公演「マザー」-小さな世界の無能な支配者-（11月20日 - 12月1日、劇場HOPE）

#### 2014年
- 第4回公演「カタロゴス-「数」についての短編集-」（7月3日 - 7月13日、劇場 MOMO）
- 第5回公演「tag」いつの間にやらまとわりついて、自分の一部になっていく。（11月19日 - 11月30日、劇場 HOPE）

#### 2015年
- 第6回公演「ト音」 見分けろ、嘘の音。（5月27日 - 6月7日、テアトル BONBON）
- 第7回公演「トランスイマー」眠りに住みつく研究者（7月8日 - 7月12日、劇場HOPE）
- 第8回公演「少年の庭」この衝動は、遥か戻ったあの言葉
  - 東京 10月7日 - 10月12日、劇場HOPE
  - 大阪 10月30日 - 11月1日、OVAL THEATER

#### 2016年
- 第9回公演「カタロゴス-「洗」についての短編集」（5月25日 - 6月5日、こまばアゴラ劇場）
- 第10回公演「時喰」あいつは時間を主食にしてる
  - 東京 9月14日 - 19日、赤坂RED THEATER
  - 大阪 10月14日 - 16日、OVAL THEATER

#### 2017年
- 第11回公演「好き」
  - 東京 4月21日 - 30日、赤坂RED THEATER
  - 大分 5月31日・6月1日、ホルトホール大分
  - 大阪 6月7日 - 6月11日、OVAL THEATER

#### 2018年
- 第12回公演「トランスイマー」眠りに棲みつく研究者
  - 東京 3月21日 - 25日、赤坂RED THEATER
  - 大阪 5月25日 - 26日、大阪市立芸術創造館
  - 大分 5月31日、J:COMホルトホール大分 小ホール
- 第13回公演「ト音」#君は #僕の ♭嘘
  - 大阪　2018年9月5日 - 9日、大阪HEP HALL
  - 大分　2019年3月5日・6日、J:COMホルトホール大分
  - 東京　2019年3月27日 - 4月7日、赤坂RED THEATER

#### 2019年
- 第14回公演「カタロゴス～「青」についての短編集～」（12月13日 - 22日、赤坂RED/THEATER）

#### 2021年
- 第15回公演「溢れる」（5月26日 - 30日赤坂RED/THEATER）

#### 2022年
- 第16回公演「嫌い」（4月13日 - 17日赤坂RED/THEATER）

### 劇団5454プロデュース公演
- 「幸福は今日もヒトゴミを歩く」（2017年8月9日 - 13日、中野ザ・ポケット）脚本・演出
- 板橋廉平一人芝居「すすぎ〜記憶に漂う柔軟剤〜」（2018年1月20日 - 21日、劇場HOPE）脚本・演出
- 板橋廉平一人芝居　2018秋「すすぎ〜記憶に漂う柔軟剤〜」（2018年10月1日 - 2日、赤坂RED THEATER）脚本・演出
- 佐瀬恭代 x 森島縁　二人芝居「スケッチ」（2018年11月22日〜25日、劇場HOPE）脚本・演出

### 池袋チャリンコ倶楽部
- 歌声よ、届け！　2013年2月　イベント「フェスしちゃいますっ!!」企画参加の短編
- スイマー　2015年3月

### その他
- animoproduce 第1回舞台公演『MY LIFE〜今よりも、少し高い場所へ〜』※演出：藤原智之　2014年6月
- 吉本興業企画 第7回沖縄国際映画祭 地域発信型映画『じしょう米子』※監督：島中洋輔 2015年 3月 [1]
- Every Little Things　『Tabitabi ＋ Every Best Single 2 〜MORE COMPLETE〜(6CD+2DVD+2Blu-ray)』数量限定生産盤 リリックストーリーブック「旅々」 2015年9月23日
- BP計画旗揚げ公演『トラッシュ』　2015年9月
- 「花言葉〜庭がつなぐ家族愛〜」　株式会社コメリ イメージ動画 脚本・演出 [2]
- 平成29年度 法テラスシンポジウム「渡る世間はトラブルばかり」内演劇「佐藤さんちの相続争い」（劇団5454出演）脚本・演出
- Team Unsui 第一回公演「レンコン」 2017年10月25日〜29日　新宿シアターモリエール 脚本・演出
- 茅原実里 座長公演 朗読劇 「minori’s theater～CRAZY MANSION!!～」 演出
- 茅原実里オフィシャルファンクラブ「M-Smile」イベント「M-Smile Presents HALLOWEEN PARTY 2018 ～EMMA～」（劇団5454出演）脚本・演出
  - 「M-Smile Presents EMMA (Re)」2019年5月8日〜9日　座・高円寺2
- ソラリネ。#25「止むに止まれず！」2019年6月5日～6月10日 上野ストアハウス  作: 佐藤秀一(演劇ユニット3LDK) /  脚色・演出・出演: 春陽漁介(劇団5454) シチュエーションコメディー
- 茅原実里 一人芝居『メリーの不思議な夢』脚本・演出 2022年12月23日～25日 河口湖円形ホール

## 映画
- 「カケラ」大学生・直人役　脚本監督／安藤モモ子 2014年4月
- 「アリスノウタ」テツ役　脚本監督／もてぎ弘二

## CM
- 「メンズビオレ」ナレーション

## TV
- NHK「100分de名著」 2014年2月
- テレビ東京「トウキョウホリデイ」2025年4月 脚本

## ラジオ
- Radio HITS Radio「漁介の5454シアター」（FMヨコハマ 2012年8月 - ）
- 大分放送(OBSラジオ）BINGO 電話インタビュー（2019年2月13日）生放送
- 大分放送(OBSラジオ）とりまラジオ　電話インタビュー（2019年3月4日）

## その他
- 「R25」ライター
- 「K-style」構成作家FMヨコハマ(DJ K) 毎週木曜日23:30〜24:00 2015年4月〜
- 大分合同新聞　夕刊　取材掲載　(2019年2月8日）